# District de Haridwar
Le district de Haridwar  (hindi : हरिद्वार ज़िला) est un district de l'état de l'Uttarakhand, en Inde,

## Géographie
Au recensement de 2011, sa population compte 1 447 187 habitants.
Son chef-lieu est la ville de Haridwar. 